# Choix des plus belles fleurs

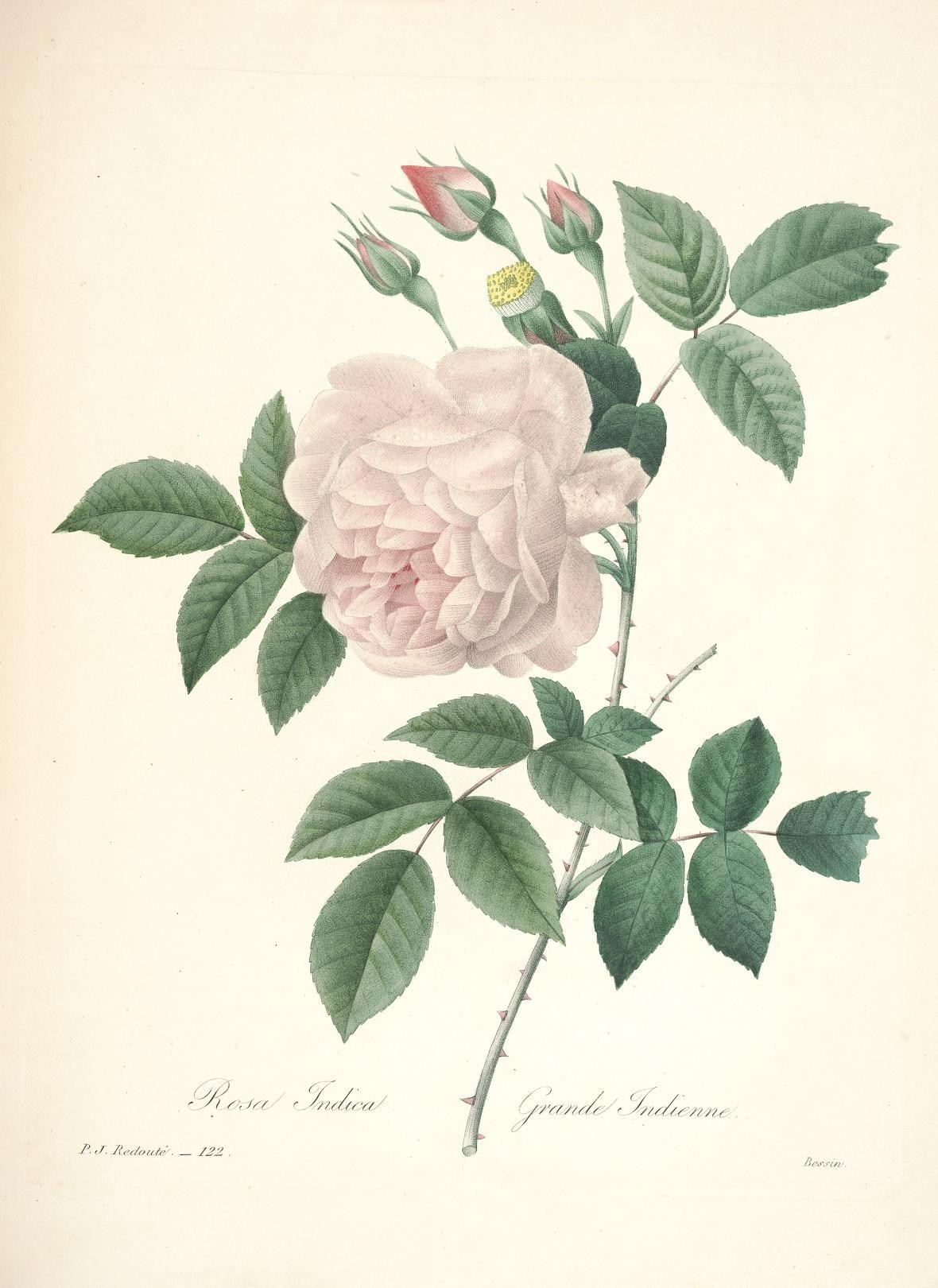
Die schönsten Blumen und Früchte von Redouté

Die schönsten Blumen und Früchte oder Choix des plus belles fleurs ist ein Buch von Aquarellzeichnungen des französischen Künstlers Pierre-Joseph Redouté. Es verfügt über 144 Zeichnungen farbig reproduzierter Kupfertafeln.
Der vollständige Titel auf Französisch lautet Choix des plus belles fleurs et de quelques branches des plus beaux fruits. Dédié à LL. AA. RR. les princesses Louise et Marie d’Orléans (1827). Eine Folio-Ausgabe wurde mit Farbseiten in Paris im Jahre 1827 gedruckt.
Von Mai 1827 bis Juni 1833 wurden 144 Sonderseiten mit Bildern gedruckt. Das Werk bestand aus 36 Teilen, wovon jeder jeweils vier Bilder mit Blumen, blühenden Bäumen oder Früchten enthielt.
Redouté war ein halbes Jahrhundert lang als Zeichenlehrer für französische Königinnen und Prinzessinnen tätig. Er widmete das Buch Die schönsten Blumen und Früchte seinen Schülerinnen Louise und Marie Christine d’Orléans.

## Blumen und Früchte

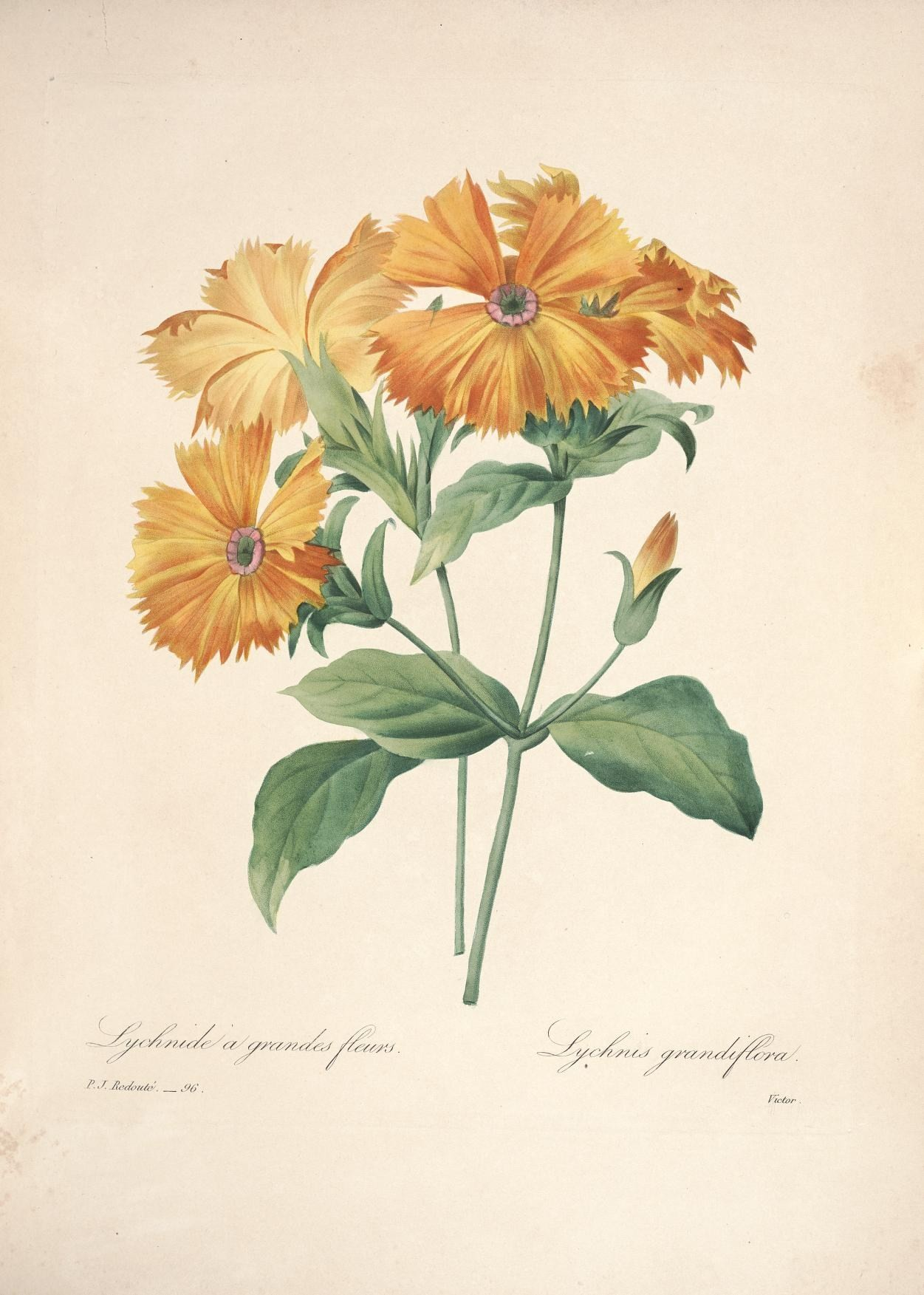
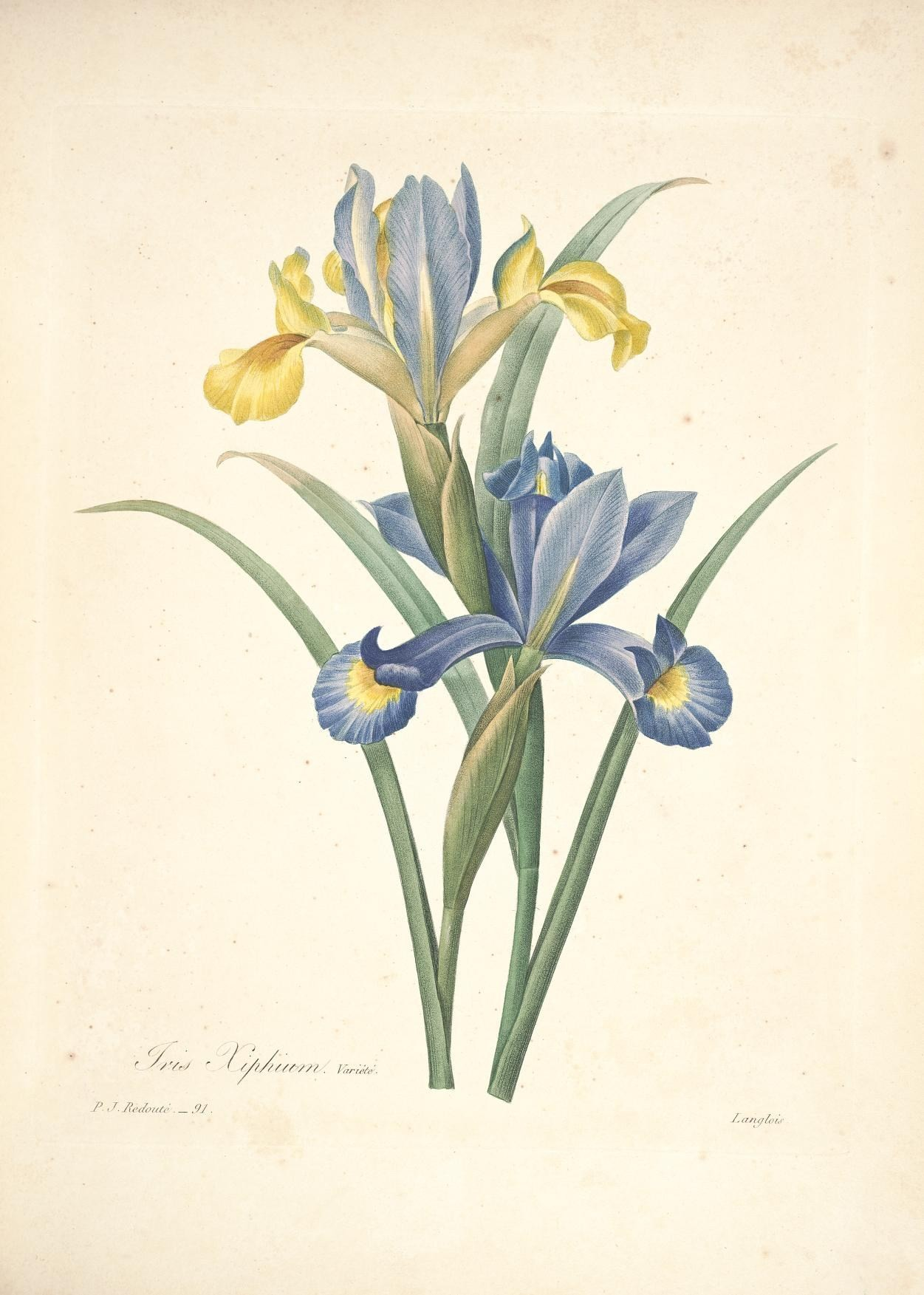
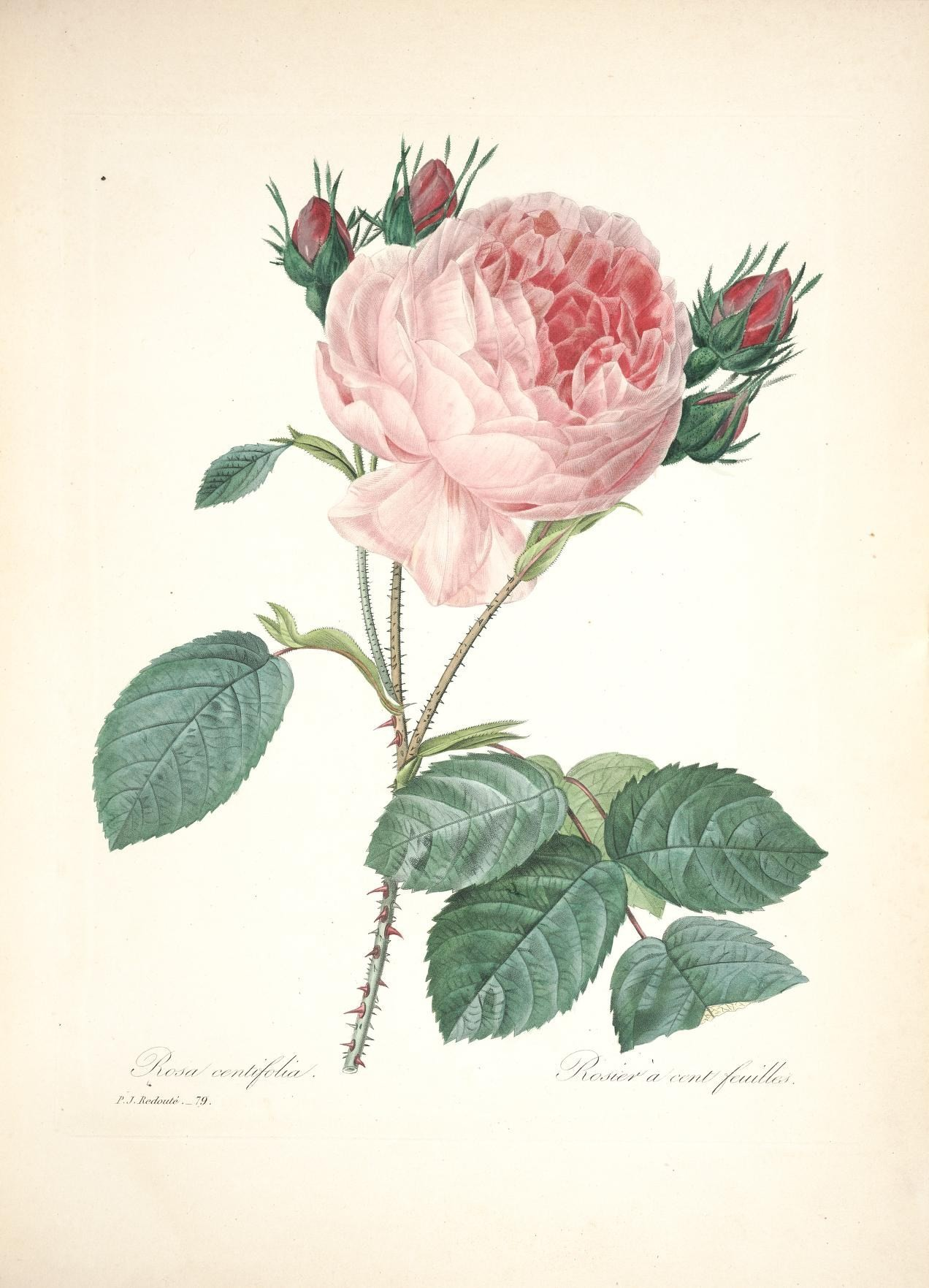
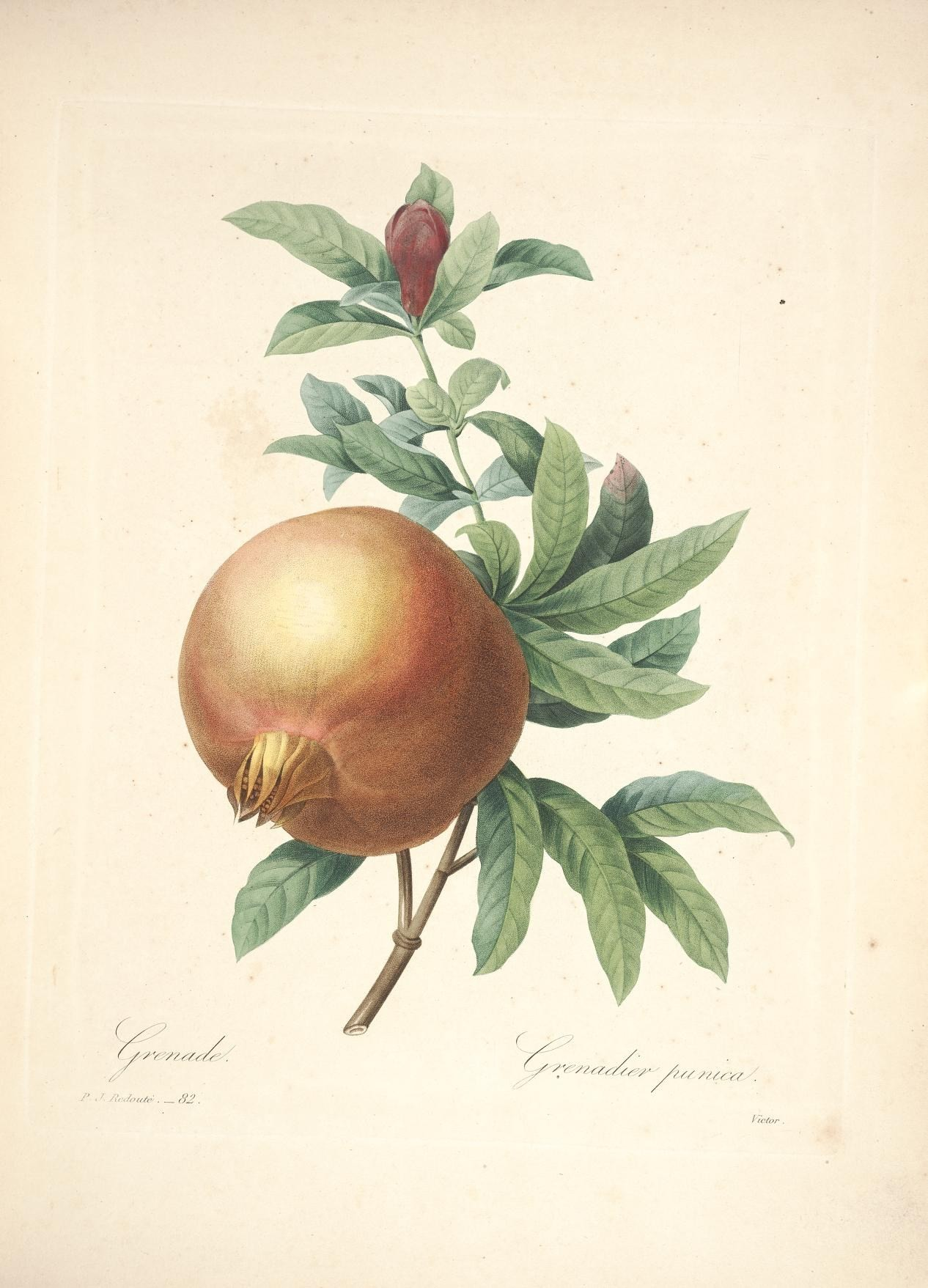
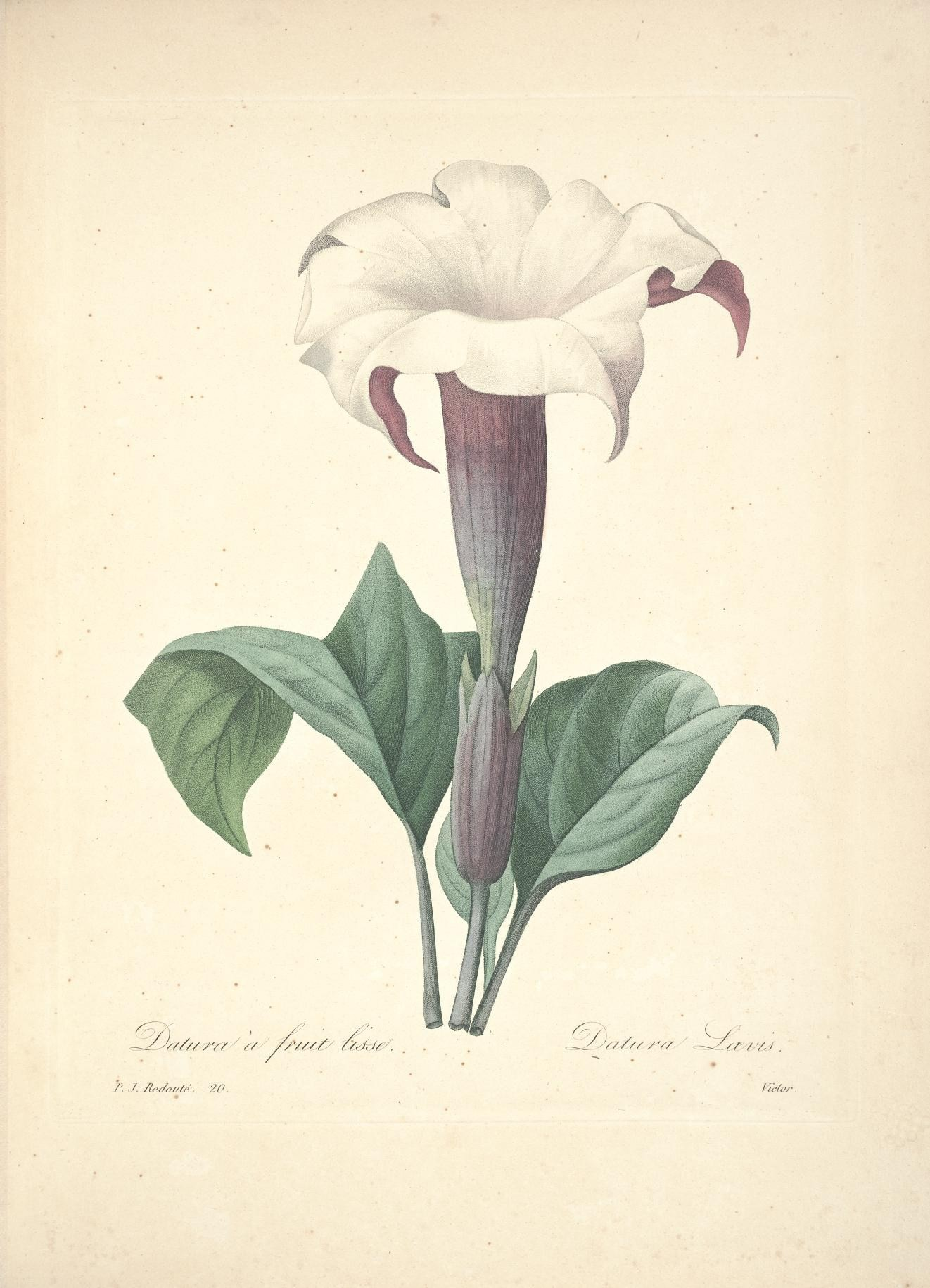
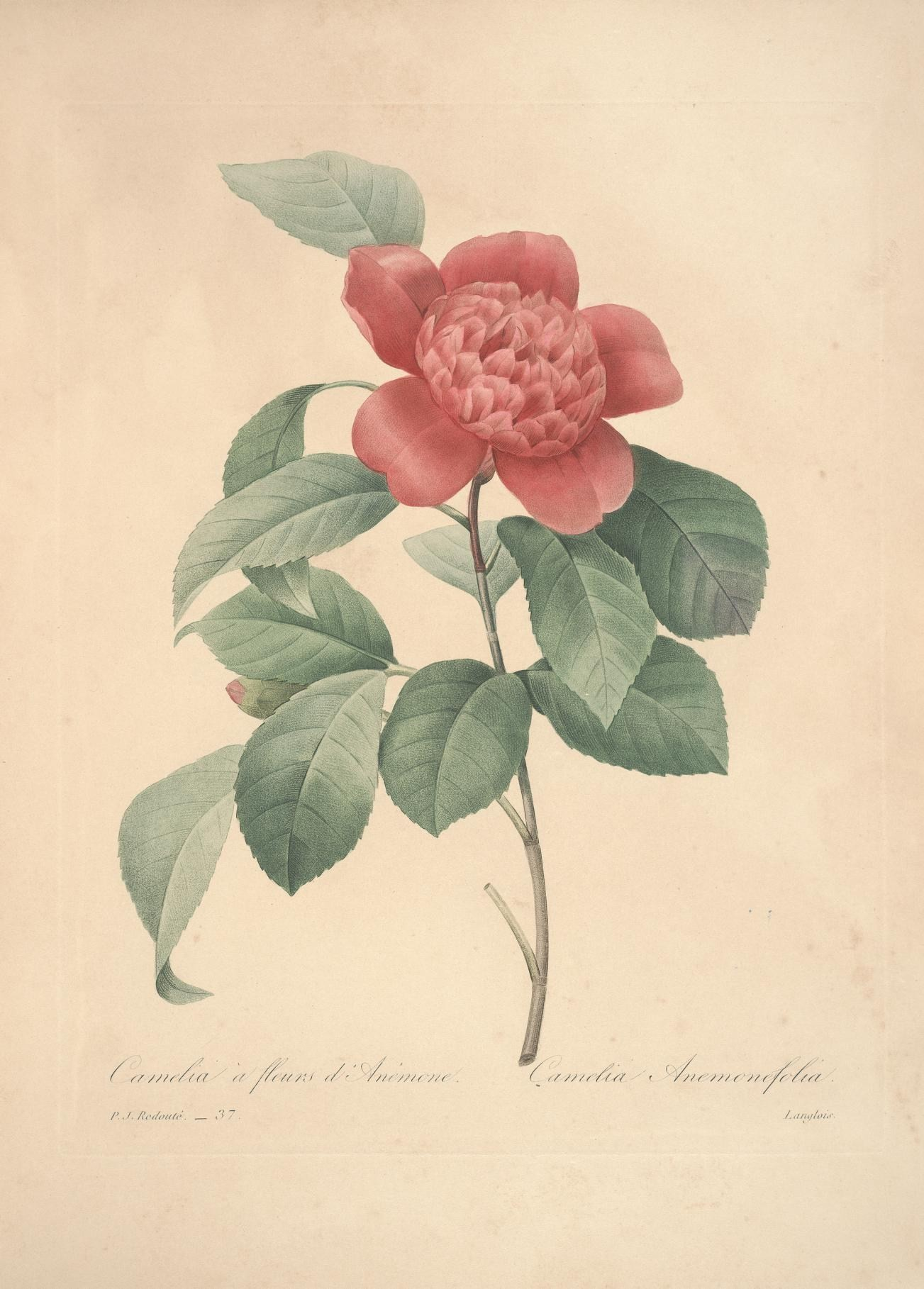
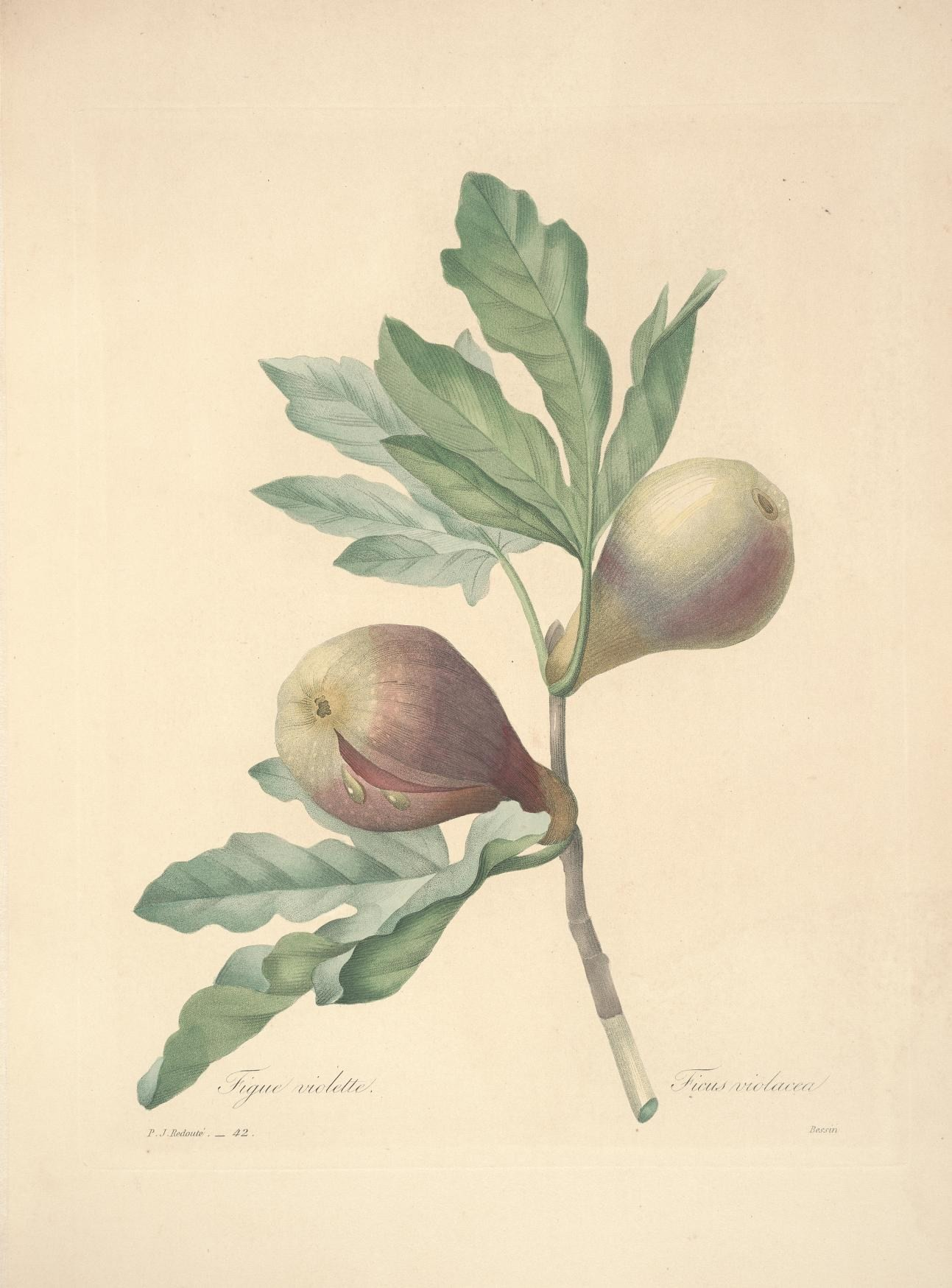
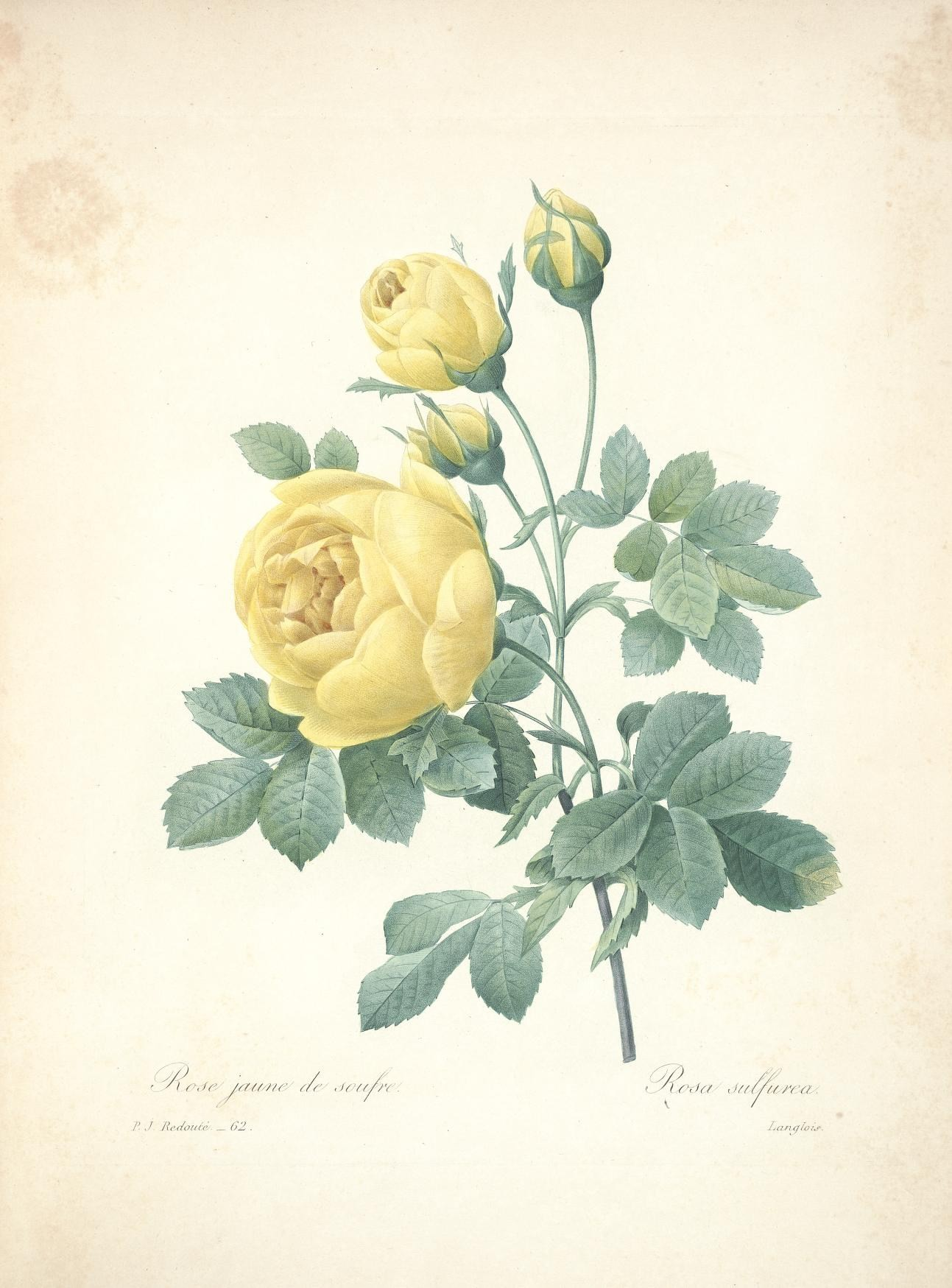
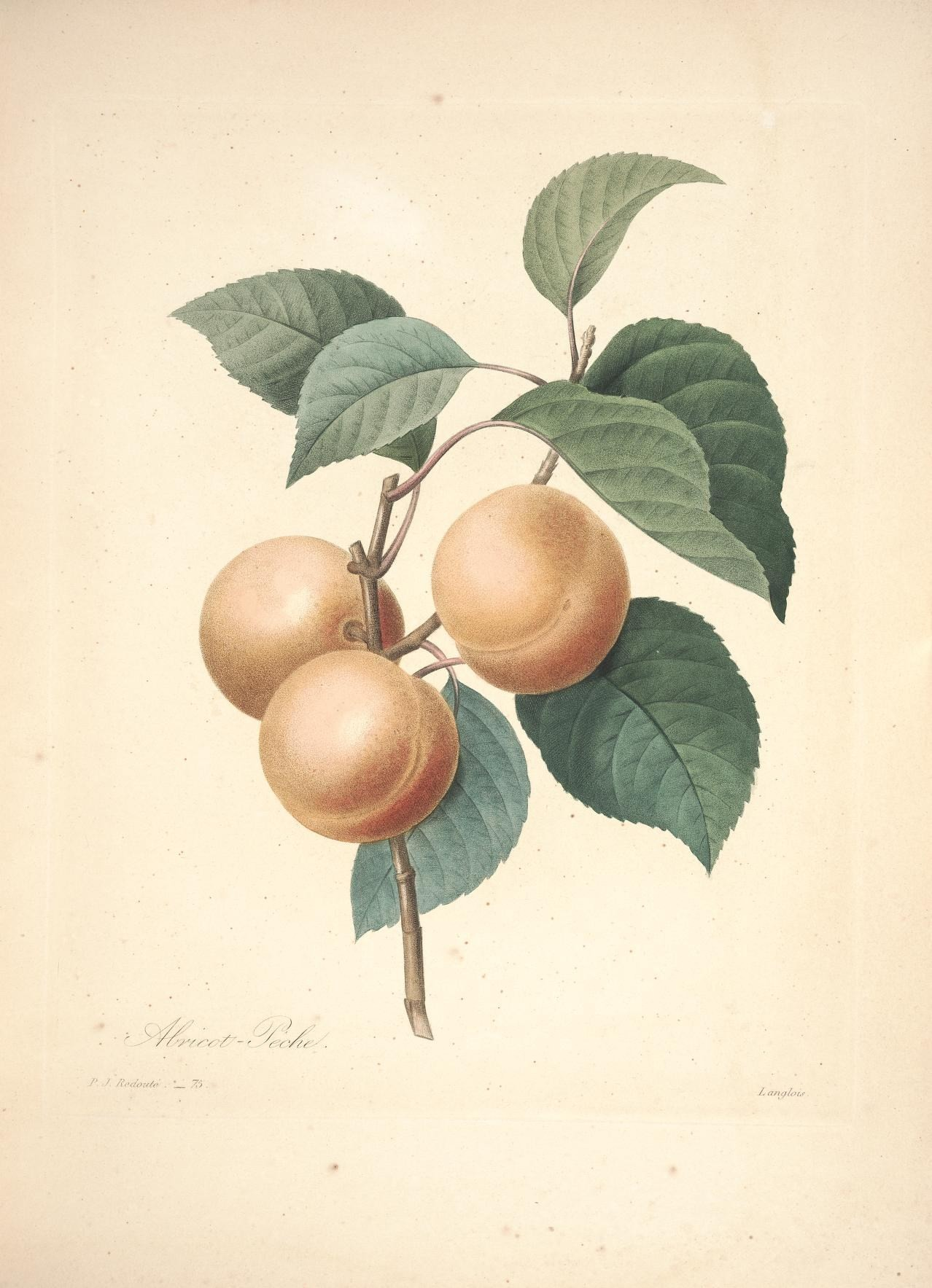
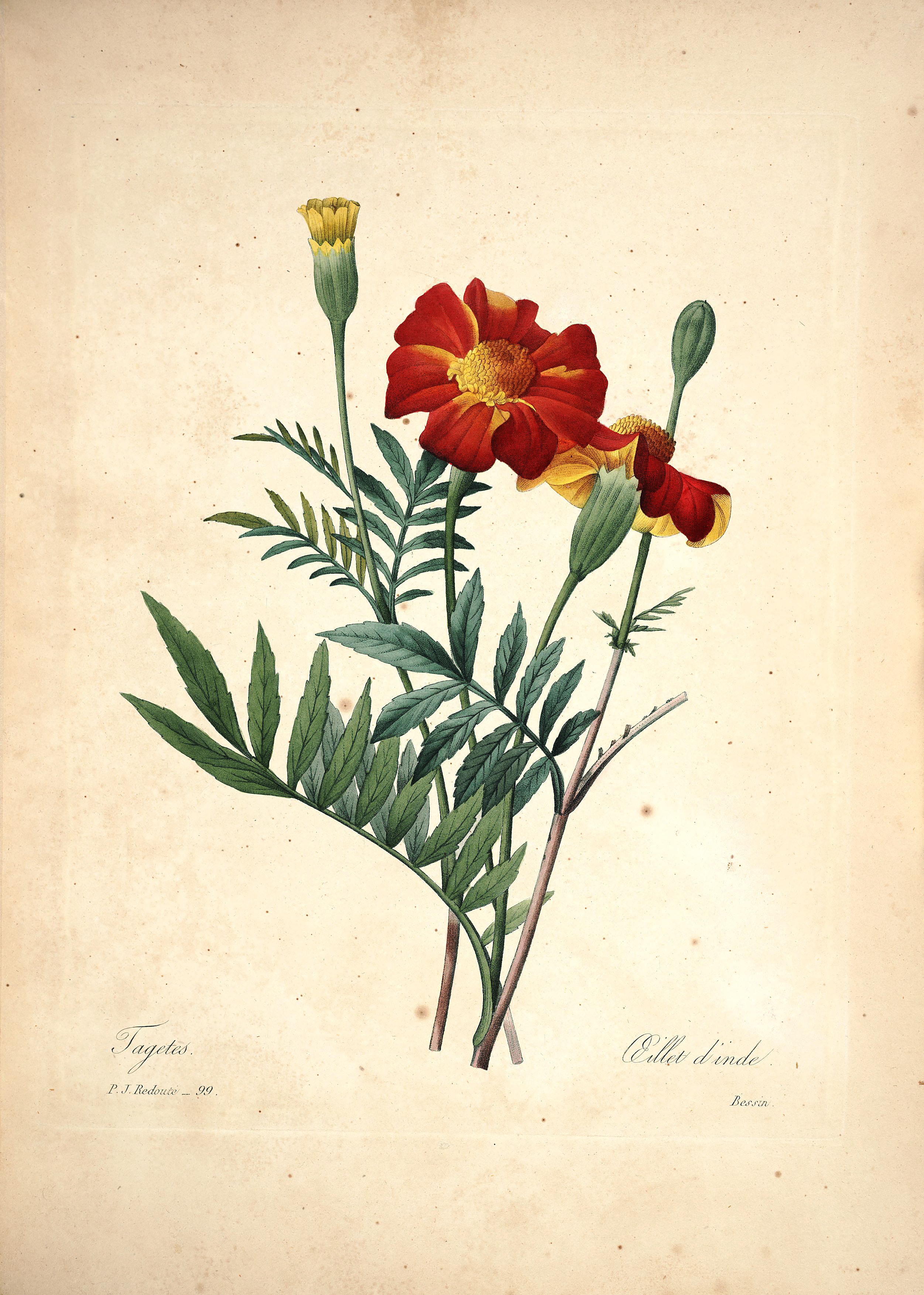
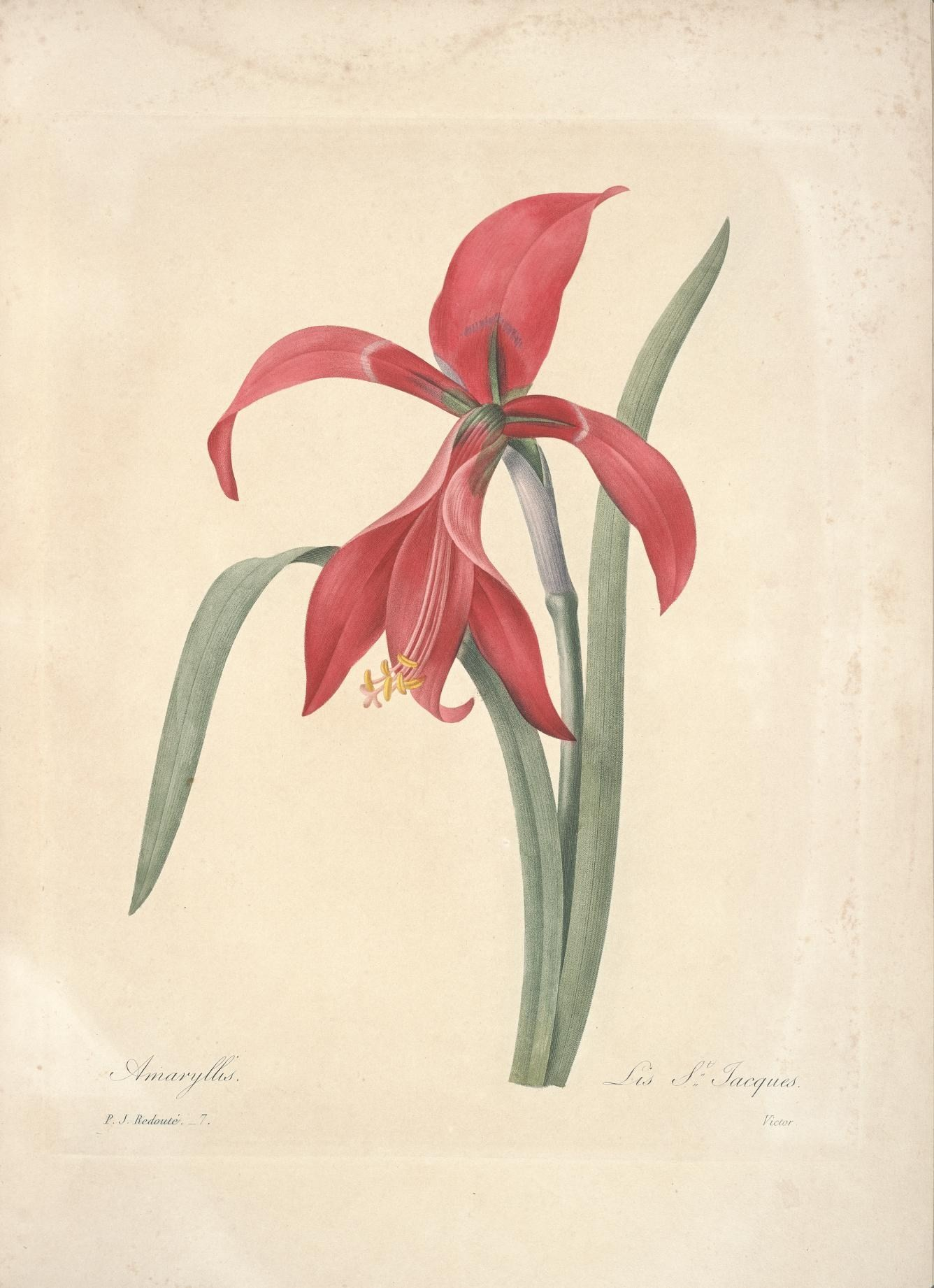
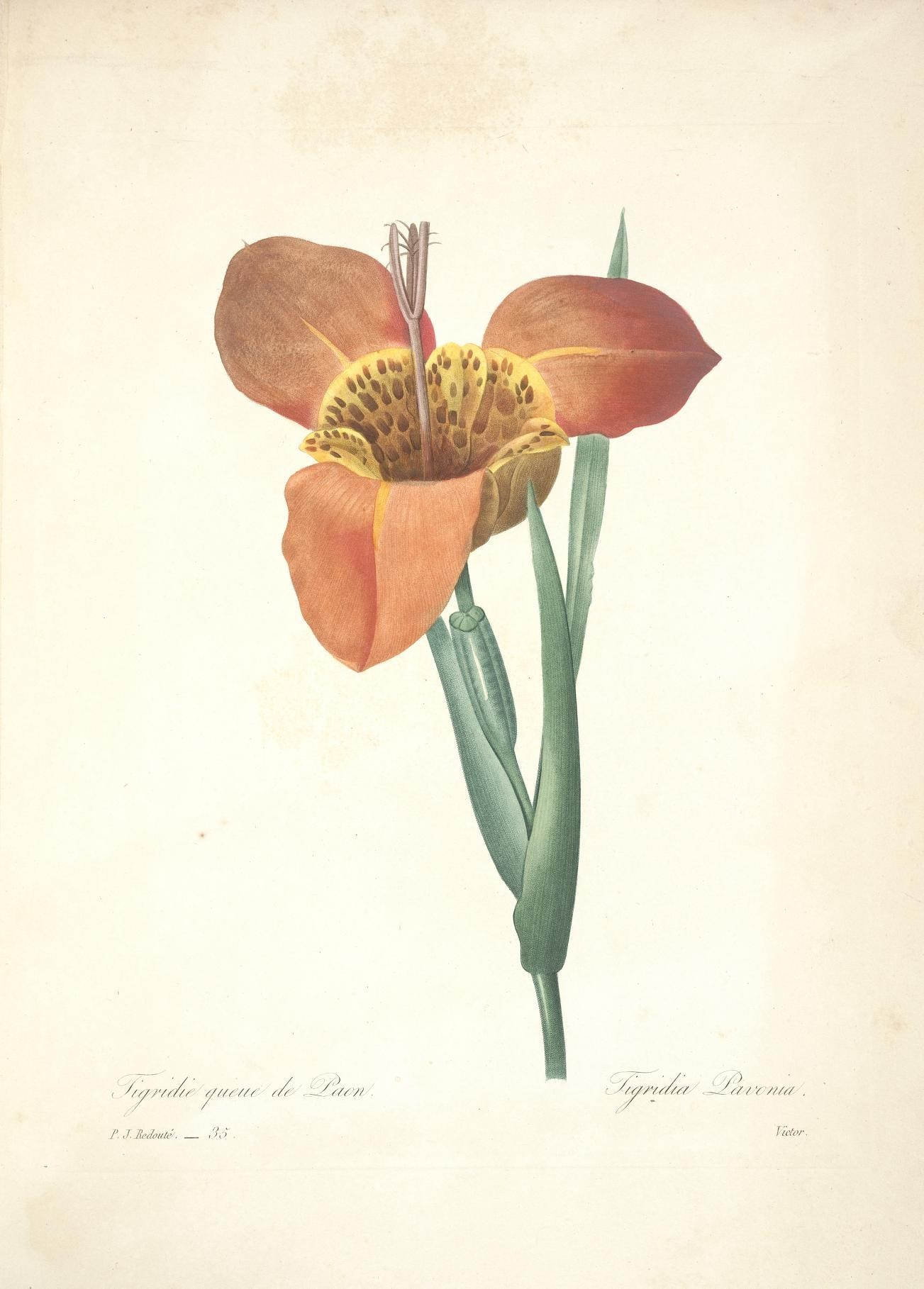